# Folsom (Californië)
Folsom is een plaats (city) in de Amerikaanse staat Californië, en valt bestuurlijk gezien onder Sacramento County.

## Demografie
Bij de volkstelling in 2000 werd het aantal inwoners vastgesteld op 51.884.
In 2006 is het aantal inwoners door het United States Census Bureau geschat op 66.123, een stijging van 14239 (27.4%).

## Geografie
Volgens het United States Census Bureau beslaat de plaats een oppervlakte van
62,6 km², waarvan 56,3 km² land en 6,3 km² water. Folsom ligt op ongeveer 35 m boven zeeniveau.

## Plaatsen in de nabije omgeving
De onderstaande figuur toont nabijgelegen plaatsen in een straal van 16 km rond Folsom.